# Autonoe longipes
Autonoe longipes is een vlokreeftensoort uit de familie van de Aoridae. De wetenschappelijke naam van de soort is voor het eerst geldig gepubliceerd in 1852 door Liljeborg.